# Indianapolis Olympians
Indianapolis Olympians var en basketklubb från Indianapolis i Indiana som bildades 1949 och upplöstes 1953, och som spelade sina hemmamatcher i Hinkle Fieldhouse.

## Historia
Indianapolis Olympians grundades 1949 för att ersätta Indianapolis Jets i NBA. Olympians spelade fyra säsonger i NBA mellan 1949/1950 och 1952/1953 och lyckades ta sig till slutspel alla fyra säsongerna. Bäst lyckades de den första gången då de förlorade divisionsfinalen mot Anderson Packers med 1-2 i matcher. Resterande tre säsonger förlorade de mot Minneapolis Lakers i första slutspelsomgången.